# Lorenzo Vivalda
Lorenzo Vivalda (Alba, 31 ottobre 1890 – Ronciglione, 12 novembre 1945) è stato un generale italiano, distintosi come ufficiale del corpo degli alpini nel corso della guerra italo-turca e nella prima guerra mondiale. Durante il secondo conflitto mondiale operò dapprima come sottocapo di Stato maggiore presso il Comando Superiore FF.AA. "A.S.I.", e poi come comandante della 1ª Divisione alpina "Taurinense" impiegata in operazioni antipartigiane in Montenegro. Dopo l'armistizio dell'8 settembre 1943 decise di resistere alle forze tedesche, e fu nominato successivamente comandante della Divisione "Garibaldi" operante nell'area dei Balcani. Rientrato in Italia nel 1944 fu nominato comandante della 230ª Divisione costiera di stanza in Puglia. Decorato con la Croce di Ufficiale dell'Ordine militare di Savoia, due Medaglie d'argento e tre di bronzo al valor militare.

## Biografia
Nacque ad Alba il 31 ottobre 1890, figlio di Carlo e di Teresa Mulazzano. Iniziò una lunga carriera militare all'età di 19 anni, arruolandosi nel Regio Esercito e venendo nominato ufficiale il 17 settembre 1911. L'anno successivo, in forza al 2º Reggimento alpini,  partì per la Libia, dove, con il grado di sottotenente, partecipò alla guerra italo-turca e alle successive operazioni di polizia coloniale che dovevano portare al completo controllo italiano sulla nuova colonia. Si distinse in combattimento il 25 maggio 1913, venendo decorato con una prima Medaglia di bronzo al valor militare. Promosso tenente, dopo l'entrata in guerra del Regno d'Italia partecipò alle operazioni sul fronte orientale contro l'Impero austro-ungarico. Promosso capitano, fu comandante del battaglione alpini "Aosta" e si distinse in combattimento sul Monte Ortigara, venendo decorato con una terza Medaglia di bronzo al valor militare. Aiutante maggiore dell'VIII Gruppo alpino, nel corso della battaglia di Caporetto operò sul Monte Stella, dove sostituì volontariamente il comandante del battaglione alpini "Val Arroscia", morto nel corso di un attacco. Riorganizzò i reparti e li portò nuovamente all’attacco, finché rimase gravemente ferito.
Dopo la fine del conflitto fu assegnato in servizio presso la Divisione militare territoriale di Pola, transitando poi nel I Raggruppamento alpini il 20 maggio 1923.
Il 5 dicembre 1926 venne promosso tenente colonnello grado con il quale comandò, a partire dal 19 settembre 1935, l'81º Reggimento fanteria "Torino", ricoprendo tale incarico fino al 20 novembre 1936, data in cui assunse il comando del 5º Reggimento alpini. Promosso colonnello il 21 gennaio 1937, lasciò il comando del 5º Reggimento alpini il 2 febbraio 1938. Il 6 dello stesso mese fu nominato sottocapo di Stato maggiore presso il comando superiore FF.AA. dell'Africa settentrionale, a Tripoli, dove si trovava all'entrata in guerra del Regno d'Italia, avvenuta il 10 giugno 1940,  permanendovi sino al 31 marzo del 1941 e guadagnandosi una seconda Medaglia d'argento al valor militare.
Fu promosso generale di brigata il 1º luglio 1941 e il 12 ottobre fu assegnato in servizio presso il comando della difesa territoriale di Genova, venendo trasferito dal 10 marzo 1942 presso il XV Corpo d'armata.
Dal 15 aprile 1942 assunse il comando della 1ª Divisione alpina "Taurinense", operante nei Balcani ed impegnata in operazioni antipartigiane in Slovenia, Croazia, Dalmazia settentrionale, Bosnia ed Erzegovina.
Dall'agosto 1942 la Grande Unità fu trasferita in Montenegro,, con quartier generale a Nikšić, e lì si trovava all'atto dell'armistizio dell'8 settembre 1943, sparsa in vari presidi. Alla richiesta dei tedeschi di consegnare le armi, egli rifiutò decisamente, suscitando il consenso della maggioranza degli ufficiali e dei soldati di truppa della sua unità. Dopo essere riuscito a scampare alla cattura, guidò i reparti della "Taurinense", unendoli dapprima ai resti di quelli della 155ª Divisione fanteria "Emilia" e poi di quelli della 19ª Divisione fanteria "Venezia". Nonostante la penuria di viveri e la netta inferiorità bellica, la "Taurinense" riuscì a resistere per mesi ai tedeschi, fin quando la "Venezia" e la "Taurinense" si unirono in un’unica grande unità che prese il nome di Divisione italiana partigiana "Garibaldi", costituitasi, al comando del generale Giovanni Battista Oxilia, a Pljevlja il 2 dicembre 1943, operando a fianco dell'Esercito Popolare di Liberazione Jugoslavo.
Dopo essere stato vice-comandante della Divisione partigiana "Garibaldi" dal 2 dicembre 1943, ne assunse il comando dal febbraio 1944, mantenendolo fino al 12 agosto dello stesso anno, quando cedette il comando al colonnello Carlo Ravnich.
Tornato in Italia, rimase a disposizione del Ministero della guerra, venendo decorato con la Croce di Ufficiale dell'Ordine militare di Savoia e assumendo, nel mese di novembre, il comando della 230ª Divisione costiera. Morì in un tragico incidente d'auto a Ronciglione  (provincia di Viterbo) il 12 novembre 1945.

### Annotazioni
1. ↑  La sua sostituzione fu dovuta a una scelta di politica militare, in quanto il generale si opponeva alla prigionia ad opera dei partigiani jugoslavi del tenente colonnello Ezio Stuparelli e del maggiore Bruno Monsani. Vivalda si spese in più circostanze per la loro liberazione, col risultato di risultare inviso ad alcuni influenti ufficiali dell'EPLJ.

### Fonti
1. 1 2 3 4 5 6 7  Generals.
2. ↑  L'8 Settembre in Montenegro: la relazione del generale Lorenzo Vivalda
3. 1 2 3 4  Bianchi 2012, p. 270.
4. ↑   Bollettino ufficiale delle nomine, promozioni e destinazioni negli ufficiali e sottufficiali del R. esercito italiano e nel personale dell'amministrazione militare, 1923,  p. 1351. URL consultato il 16 gennaio 2021.
5. 1 2 3  Museo della Repubblica romana.
6. 1 2  Filiali 2019, p. 58.
7. 1 2  Bianchi 2012, p. 271.
8. ↑  Gavagna, Themelly, Cordova 2001, p. 22.
9. ↑  Filiali 2019, p. 61.
10. ↑  Filiali 2019, p. 59.
11. ↑  Sito web del Quirinale: dettaglio decorato.
12. ↑   Bollettino ufficiale delle nomine, promozioni e destinazioni negli ufficiali e sottufficiali del R. esercito italiano e nel personale dell'amministrazione militare, 1938,  p. 459. URL consultato il 16 gennaio 2021.
13. ↑  Supplemento ordinario alla Gazzetta Ufficiale del Regno d'Italia n.221 del 2 settembre 1937, pag.23.